# 利莫納爾
22°57′22″N 81°24′31″W / 22.95611°N 81.40861°W

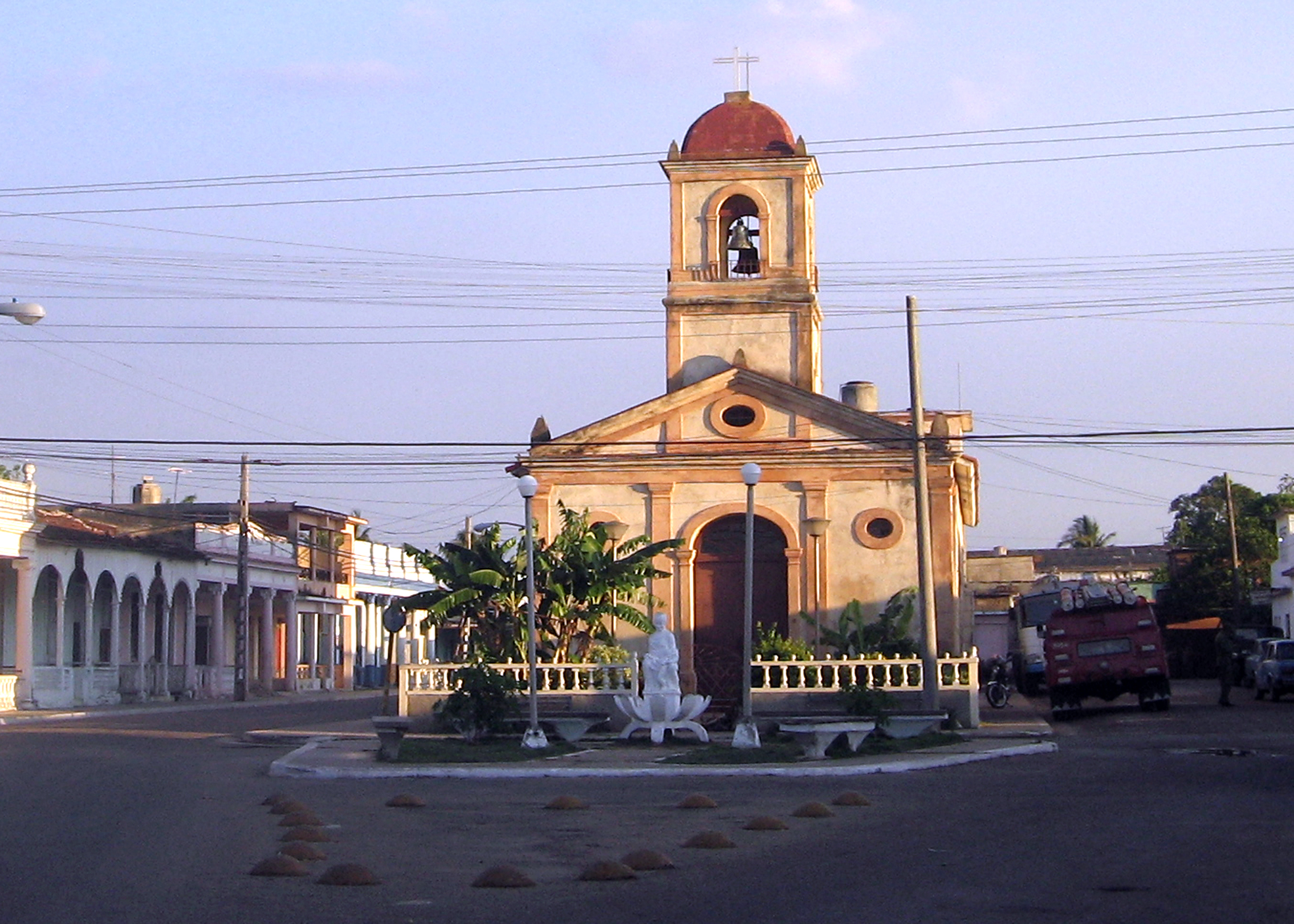

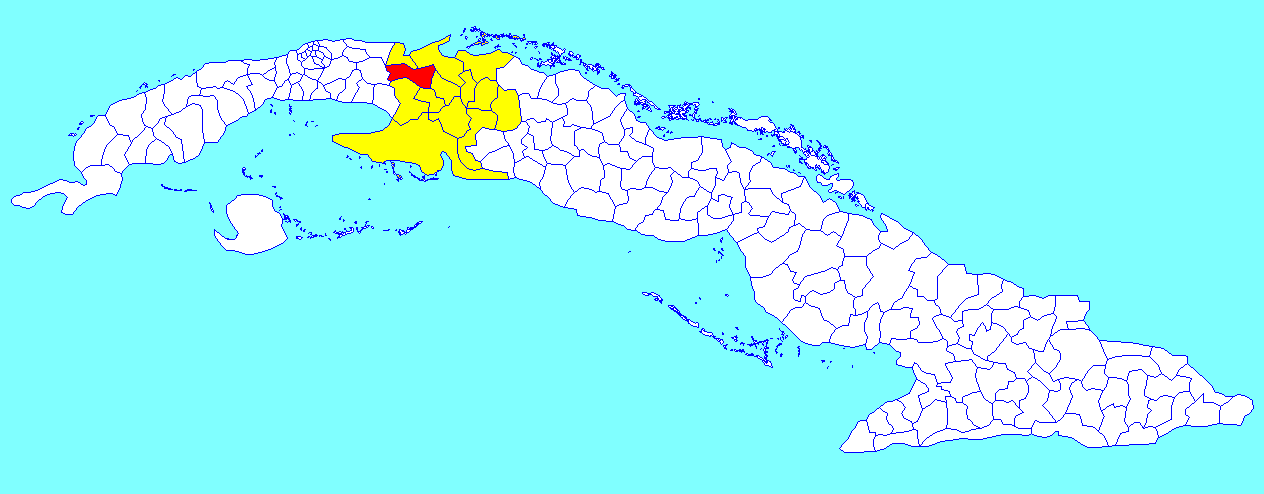

利莫納爾（西班牙語：Limonar），是古巴的城鎮，位於該國西部，由馬坦薩斯省負責管轄，始建於1876年，面積449平方公里，海拔高度5米，2004年統計調查人口總數為25,421人，人口密度每平方公里56.6人。